# Даница Матерић
Даница Матерић (Дрвар, 4. септембар 1921 — Врпоље, код Книна, 15. април 1943) била је учесница Народноослободилачке борбе и народни херој Југославије.

## Биографија
Рођена је 4. септембра 1921. године у селу Трнинића Бријег код Дрвара, као четврто дете сиромашног сељака Јована Матерића. Када јој је био 5 година, отац јој је умро од сушице. Као девојчица, радила је код сељака у околини Бјеловара. Сама је научила да чита и пише.
У Дрвар се вратила у јесен 1936. године. До рата је радила пољске и кућне послове, бринући се за своју млађу браћу. Тада је почела да учествује у разним акцијама којима је руководила Комунистичка партија Југославије у Дрвару.
У устанку који је избио крајем јула 1941. године, радила је с омладином на извршавању разних задатака, првенствено у прикупљању хране, одеће и обуће за партизане. Ускоро је примљена у Савез комунистичке омладине Југославије, а крајем 1941. постала је чланица Среског комитета СКОЈ-а. Почетком 1942. године била је изабрана у први Срески народноослободилачки одбор у Дрвару, а у исто време примљена је и у чланство КПЈ. У току 1942. године, била је изабрана у Општински комитет КПЈ, затим у Општински и Срески одбор АФЖ, а крајем 1942. за чланицу Среског комитета КПЈ.
Приликом формирања Десете крајишке ударне бригаде у јануару 1943. године, Даница је учествовала у добровољном укључивању омладине у редове бригаде, након чега јој је затим додељена дужност помоћнице политичког комесара Треће чете Четвртог батаљона, односно њеног партијског руководиоца.
У априлу 1943. године, у борби против италијанских и четничких снага, у селу Врпољу код Книна, њен батаљон водио је тешке борбе. Даница је током борби дејствовала као бомбаш. Како су непријатељске снаге биле надмоћније, батаљон је морао да се повуче. Штитећи одступницу својим борцима, Даница је тешко рањена и заробљена. Одвели су ју у Книн и злостављали. Водили су ју везану, нагу и ошишане главе кроз Книн да би преплашили народ. Након мучења су ју убили.
После рата, њени посмртни остаци премештени су у заједничку гробницу палих бораца НОВЈ у Книну.
Указом председника ФНР Југославије Јосипа Броза Тита 27. новембра 1953. проглашена је за народног хероја.